# Wirtschaftsschule am Oswaldsgarten
Die Wirtschaftsschule am Oswaldsgarten (WSO) in Gießen ist eine kaufmännisch-berufliche Schule mit acht Schulformen und dem Schwerpunkt Wirtschaft und Verwaltung.

## Geschichte
Von Diplom-Handelslehrer Friedrich Feld gegründet, ging die Schule 1922 aus der privaten Fachschule des Gießener Kaufmännischen Vereins als kaufmännische Fortbildungsschule hervor. 1940 wurde aus ihr die Wirtschaftsoberschule als Vorläufer des heutigen Beruflichen Gymnasiums. 1956 wurde das heutige Haupthaus an der Nordanlage als Neubau bezogen. Die Schule wurde um Haus C (Alte Aliceschule) und Haus B (ehemalige Albert-Schweitzer-Schule) sowie eine Aula erweitert. Rund 1500 Schüler besuchen die WSO. Bereits seit 2004 wird unbegleiteten minderjährigen Flüchtlingen intensiver Deutschunterricht und die Möglichkeit angeboten, deutsche Schulabschlüsse zu erwerben. Bundespräsident Joachim Gauck war 2015 an der Schule zu Gast, um die Vorreiterrolle und die Arbeit in diesem Bereich besonders zu würdigen. Zahlreiche Auszeichnungen auf Landes- und Bundesebene gingen diesem Besuch voraus. Ihre Umbenennung zur Wirtschaftsschule am Oswaldsgarten erfolgte 2016, nachdem ein unabhängiges Gutachten des Stadtarchivars Nachforschungen innerhalb der Schulgemeinde zur nationalsozialistischen Vergangenheit Friedrich Felds bestätigt hatte.

## Ausbildung
An der Wirtschaftsschule am Oswaldsgarten kann sowohl das Abitur bzw. die mittlere Reife zusammen mit einer kaufmännischen Grundbildung erworben als auch ein kaufmännischer Beruf in Teilzeit- bzw. Vollzeitform erlernt werden. Im Bereich InteA wird jungen Menschen mit Migrationshintergrund  intensiver  Deutschunterricht angeboten und die Möglichkeit eröffnet, den Hauptschulabschluss und darauf aufbauende Schulabschlüsse zu erwerben.
Praxis- und Berufsorientierung stehen ebenso wie die Förderung allgemeiner Bildung und die Erziehung zu Selbständigkeit, Teamfähigkeit und zu gesundheitsbewusstem Leben im Mittelpunkt pädagogischer Zielsetzungen. Die Umsetzung dieser Ziele soll durch  schuljahresbegleitende Praktikumstage, Wochenpraktika, Auslandspraktika, Betriebsbesichtigungen, Bewerbungstraining mit externen Kooperationspartnern und Berufsorientierungstagen mit Ehemaligen sichergestellt werden. Praxisnahes Arbeiten findet auch im Lernsekretariat und Lernbüro, der schuleigenen Übungsfirma statt. Hier werden seit 1982 betriebliche Abläufe in unterschiedlichen Abteilungen simuliert.
Weiterhin gehören Fremdsprachenzertifizierung, ein USA-Austausch, Projektwochen und die Teilnahme an Wettbewerben zum festen Angebot der Schule.
Die Teilnahme an der Initiative Gesundheitsfördernde Schule des Hessischen Kultusministeriums trägt dazu bei, ein Bewusstsein für gesundes Leben und Arbeiten in der Schulgemeinde zu schaffen.

## Schulformen
- Berufliches Gymnasium für Wirtschaft
- Zweijährige Berufsfachschule für Wirtschaft
- Einjährige Höhere Berufsfachschule für Wirtschaft (bis 2021)
- Zweijährige Höhere Berufsfachschule für das Fremdsprachensekretariat
- Zweijährige Höhere Berufsfachschule für Informationsverarbeitung – Wirtschaft
- Zweijährige Höhere Berufsfachschule für Bürowirtschaft
- Berufsschule

## Wettbewerbe und Zertifizierungen
- Bundeswettbewerb Jugend debattiert (Hessensieger 2005, Hessenqualifikation 2009 1. & 3. Platz)
- Bundeswettbewerb respekt2009 (Hessensieger 2009)
- Meisterschaften im Tastschreiben Stadt-Region-Land-Bund (3. Platz Landesliste 2009 und 2010, 1. Platz Landesliste und 3. Platz Bundesliste 2011, 3. Platz Landesliste 2012, 2. Platz Landesliste und 5. Platz Bundesliste 2015)
- Bundesbester Auszubildender 2008
- Zertifizierung Initiative Schule & Gesundheit
- KMK-Fremdsprachenzertifikat
- Cambridge First Certificate in English
- Business English Certificate (BEC)

## Bekannte ehemalige Schüler
- Florian Willershausen, Chefreporter der Wirtschaftswoche
- Hermann Kutzer, Börsenberichterstatter, TV-Moderator
- Christoph Preuß, Fußballspieler bei Eintracht Frankfurt
- Peter Reichel, Fußballspieler bei Eintracht Frankfurt